# Trichoprosopon vonplesseni
Trichoprosopon vonplesseni är en tvåvingeart som först beskrevs av Dyar och Frederick Knab 1906.  Trichoprosopon vonplesseni ingår i släktet Trichoprosopon och familjen stickmyggor.
Artens utbredningsområde är Ecuador. Inga underarter finns listade i Catalogue of Life.